# Miguel Ángel Noro
Miguel Ángel Noro Suárez (Riberalta, 22 agosto 1961) è un ex calciatore boliviano, di ruolo difensore.

## Biografia
Nato da Ángel Noro e Olga Suárez, ha avuto tre figli.

## Caratteristiche tecniche
Difensore, giocava come centrale. Basava il suo gioco sulla prontezza dell'anticipo e sull'abilità in marcatura. Altre sue peculiarità erano la forza fisica e la tenacia.

## Carriera

### Club
Noro crebbe nella formazione della sua scuola, la Pedro Kramer, partecipando con essa a tornei regionali; nel 1976 vinse il campionato cittadino di Riberalta. Armando Cabrera, agente, notò lui e altri sei compagni di squadra e li portò all'Universidad de Santa Cruz; nel 1979 Noro si accasò all'Oriente Petrolero, iniziando la propria carriera professionistica. Nel 1980 lasciò la compagine bianco-verde, firmando per il Blooming, con la cui maglia visse la parte migliore della sua carriera. A fianco di altri giocatori di valore, riuscì a risaltare a livello personale, ricevendo la Victoria Alada, un riconoscimento assegnato dal Círculo de Periodistas de Santa Cruz (circolo dei giornalisti di Santa Cruz). Alla fine del 1990 lasciò il Blooming, passando al Destroyers; nel 1991 si trasferì al San José. Nel 1993 fece ritorno al Destroyers, per poi chiudere la carriera nel 1994 con lo stesso San José.

### Nazionale
Il 3 febbraio 1985 fece il suo esordio in Nazionale maggiore, prendendo parte alle qualificazioni al campionato mondiale di calcio 1986. Nel 1987 venne incluso nella lista per la Copa América. Esordì nella competizione il 28 giugno a Rosario contro il Paraguay, giocando come difensore centrale titolare. Fu anche schierato contro la Colombia il 1º luglio. Fu anche convocato per la Copa América 1993, ma non scese mai in campo.

## Palmarès

### Club

#### Competizioni nazionali
- Campionato boliviano: 2

Oriente Petrolero: 1979
Blooming: 1984